# Deutsche Skeleton-Meisterschaft 2002
Die 36. Deutsche Skeleton-Meisterschaft 2002 wurde am 6. Januar 2002 in Altenberg ausgetragen. Es gab jeweils eine Veranstaltung für Damen und für Herren. Beide wurden in zwei Läufen durchgeführt.

## Männer
| Platz | Sportler            | Verein                | Zeit    |
| ----- | ------------------- | --------------------- | ------- |
| 1     | Willi Schneider     | WSV Königssee         | 1:58,61 |
| 2     | Andy Böhme          | BSR Rennsteig Oberhof | 1:59,45 |
| 3     | Frank Kleber        | BSC München           | 1:59,86 |
| 4     | Dirk Matschenz      | BSR Rennsteig Oberhof | 1:59,90 |
| 5     | Wolfram Lösch       | RC Ilmenau            | 2:01,46 |
| 6     | Matthias Biedermann | SSV Altenberg         | 2:01,98 |
| 7     | Frank Rommel        | TSC Zella-Mehlis      | 2:02,48 |
| 8     | Michi Halilovic     | RC Berchtesgaden      | 2:02,52 |
| 9     | Lars Orlamünde      |                       | 2:03,23 |
| 10    | Simon Wiesheu       | BSC München           | 2:03,47 |

Am Start waren insgesamt 19 gemeldete Teilnehmer. Peter Meyer trat zum zweiten Lauf nicht mehr an, André Strobel fiel nach einem Unfall aus. Überlegener Meister wurde zum achten Mal Willi Schneider, der in beiden Durchgängen Laufbestzeit fuhr. Jeweils die beiden zweitbesten Laufzeiten fuhr Andy Böhme. Frank Kleber sicherte sich erst im zweiten Durchgang den Bronzerang vor Dirk Matschenz, der nach dem ersten Lauf noch auf dem dritten Platz lag.

## Frauen
| Platz | Sportler          | Verein                  | Zeit    |
| ----- | ----------------- | ----------------------- | ------- |
| 1     | Diana Sartor      | SSV Altenberg           | 2:02,21 |
| 2     | Steffi Hanzlik    | SC Steinbach-Hallenberg | 2:02,54 |
| 3     | Annett Köhler     | BSR Oberhof             | 2:05,00 |
| 4     | Julia Eichhorn    | BSR Oberhof             | 2:05,15 |
| 5     | Melanie Riedl     | BSC München             | 2:05,52 |
| 6     | Kati Klinzing     | BSR Oberhof             | 2:05,75 |
| 7     | Monique Riekewald | BSR Oberhof             | 2:05,84 |
| 8     | Sylvia Liebscher  | SSV Altenberg           | 2:06,43 |
| 9     | Ramona Rahnis     | SSV Altenberg           | 2:07,70 |
| 10    | Kerstin Jenss     | SSV Altenberg           | 2:10,37 |

Am Start waren insgesamt 16 Teilnehmerinnen. Anke Riekewald trat im zweiten Durchgang nicht mehr an. Diana Sartor führte nach dem ersten Lauf mit drei hundertstel Sekunden vor Steffi Hanzlik und fuhr auch im zweiten Durchgang nochmal Bestzeit mit drei zehntel Sekunden vor Hanzlik. Annett Köhler wurde Dritte, lag nach dem ersten Durchgang allerdings noch hinter Julia Eichhorn auf dem vierten Rang.